# Stora Flukstjärnen
Stora Flukstjärnen är en sjö i Norbergs kommun i Västmanland och ingår i Norrströms huvudavrinningsområde. Sjön har en area på 0,0909 kvadratkilometer och ligger 215 meter över havet.

## Delavrinningsområde
Stora Flukstjärnen ingår i det delavrinningsområde (666835-149792) som SMHI kallar för Mynnar i Snytsboån. Medelhöjden är 188 meter över havet och ytan är 37,46 kvadratkilometer. Det finns inga avrinningsområden uppströms utan avrinningsområdet är högsta punkten. Vattendraget som avvattnar avrinningsområdet har biflödesordning 5, vilket innebär att vattnet flödar genom totalt 5 vattendrag innan det når havet efter 229 kilometer. Avrinningsområdet består mestadels av skog (77 procent). Avrinningsområdet har 2,79 kvadratkilometer vattenytor vilket ger det en sjöprocent på 7,4 procent.